# Trabant 601

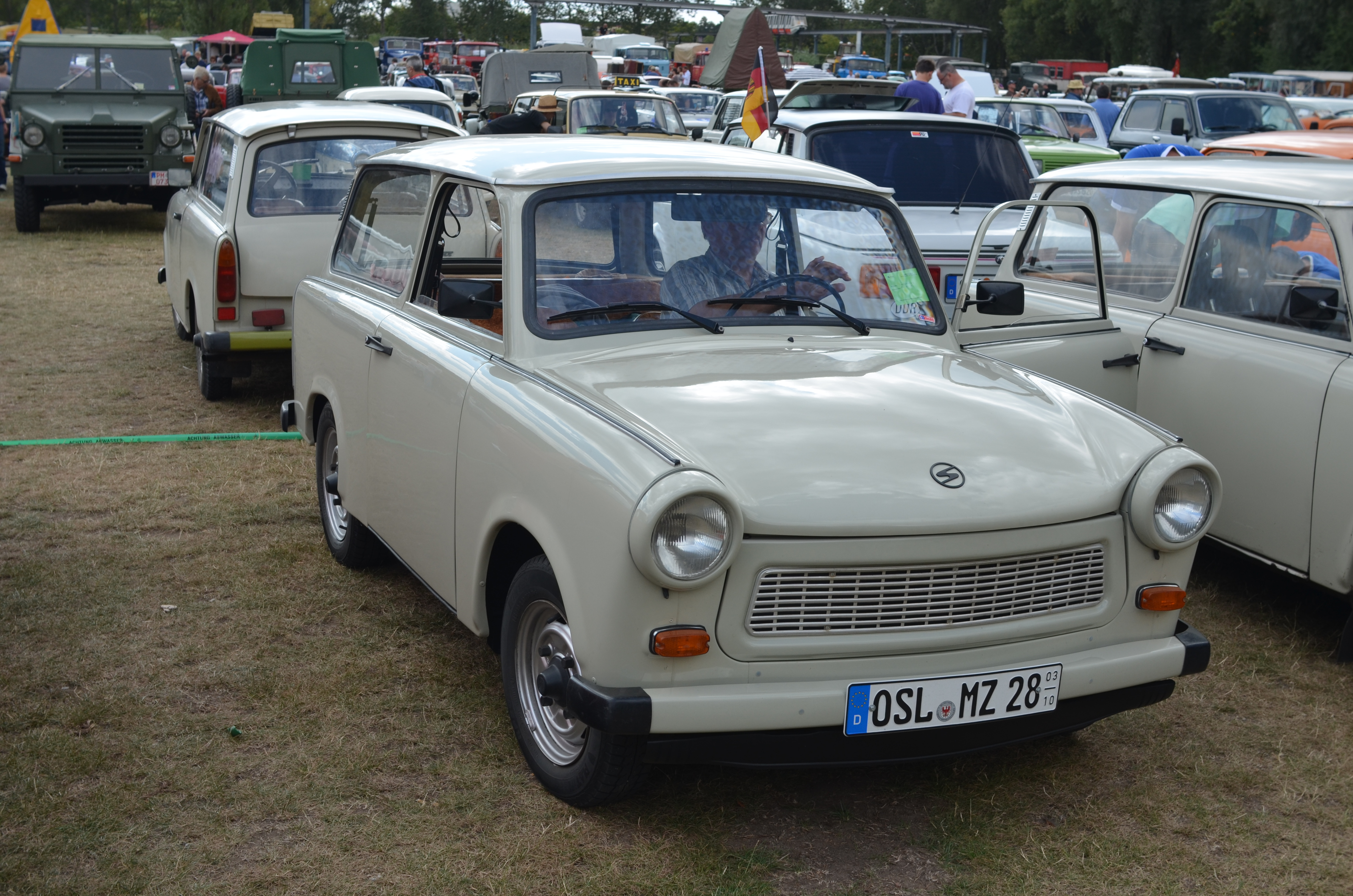
Trabant 601

Trabant 601 este un automobil care a fost produs în Republica Democrată Germană în perioada 1964 - 1990. Fabrica VEB Sachsenring Automobilwerke Zwickau s-a închis pe data de 30 aprilie 1991. În Zwickau au fost produse în total 3.051.385 de automobile Trabant.
La data de 01.01.2001 mai erau în Germania înscrise în circulație 33.726 automobile.
În perioada de fabricație autoturismele erau exportate în fostele țări socialiste, cele mai multe trabanturi fiind exportate în Cehoslovacia, Polonia și Ungaria. În ținuturile unde se vorbea germană autoturismul era numit Trabi (Trabbi). În prezent el a devenit un obiect de colecție pentru amatorii de automobile istorice.

## Istoric

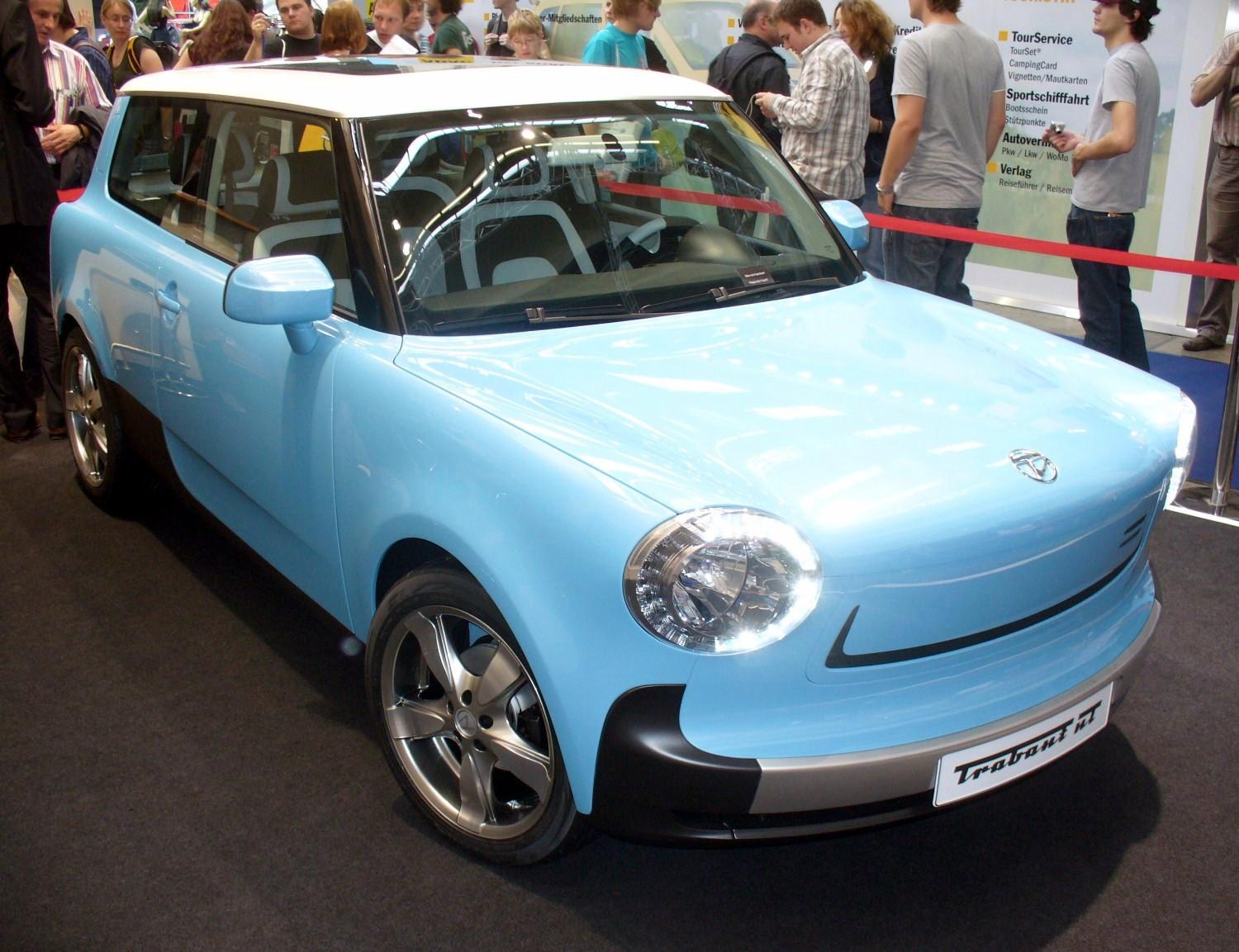
Concept Trabant nT

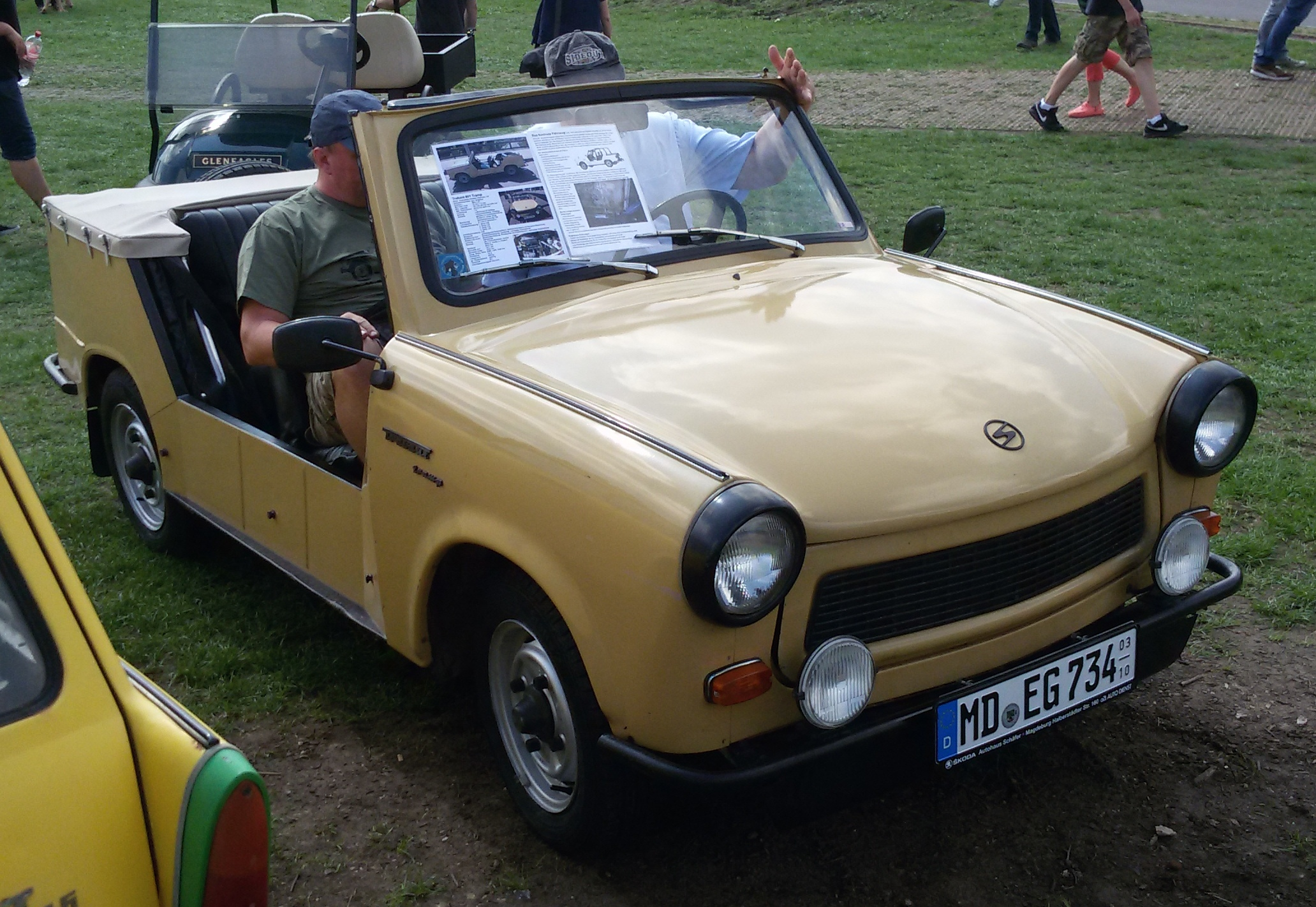
Trabant 601 Tramp

În 1966 a fost lansată o versiune militară a modelului, denumită Trabant 601 Kubel, care era disponibilă exclusiv în culori militare și putea fi achiziționată doar de către armate și instituții de stat, fiind inaccesibilă persoanelor private. Abia în 1978 a fost introdusă o variantă civilă, numită 601 Tramp, concepută în special pentru piața din Grecia.
Prin anii 1950, după naționalizarea fabricii de automobile Auto-Union din Saxonia, guvernul comunist din RDG a hotărât fabricarea de automobile. Scopul era crearea de noi locuri de muncă, reducerea numărului mare al celor care se refugiau în Germania de Vest și de a concura cu VW-ul fabricat în RFG care se bucura de un mare succes pe piața internațională.
În anul 2009, la salonul auto IAA din Germania a fost prezentată o versiune modernă a vechiului Trabant: Trabant nT.

## Modele

### Trabant P50
- Ani de producție: 1958-1962
- Motor: 0,5 l (20 CP); 2 timpi, 2 cilindri în linie
- Greutate: 559 kg

### Trabant P60
- Motor: 0,6 l (23 CP); 2 timpi, 2 cilindri în linie
- Greutate: 620-660 kg

### Trabant 601
- Motor: 0,6 l (26 CP); 2 timpi, 2 cilindri în linie
- Greutate: 595 kg
- Consum de carburant: 6 l/100 km mixt

### Trabant 1.1
- Motor: 1,1 l (40 CP); 4 timpi, 4 cilindri în linie, fabricat sub licența Volkswagen
- Greutate: 700-735 kg

## Galerie de imagini

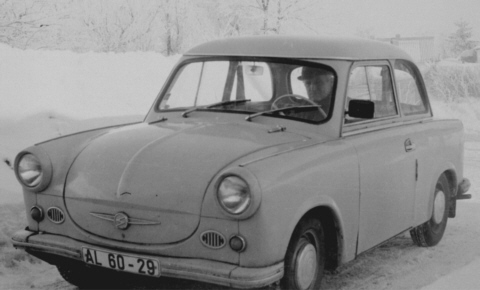
Trabant P50 Limousine
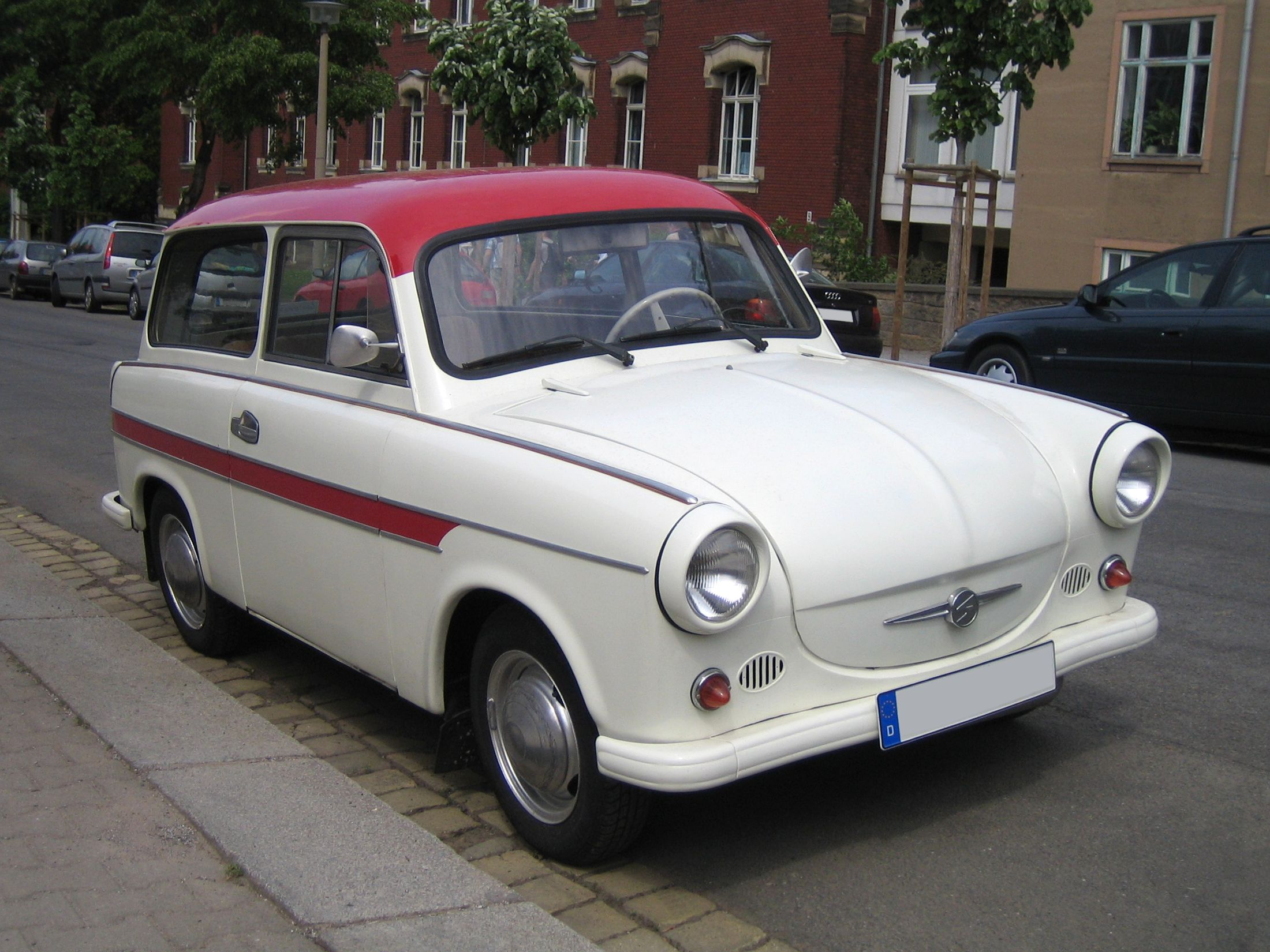
Trabant 600 Kombi
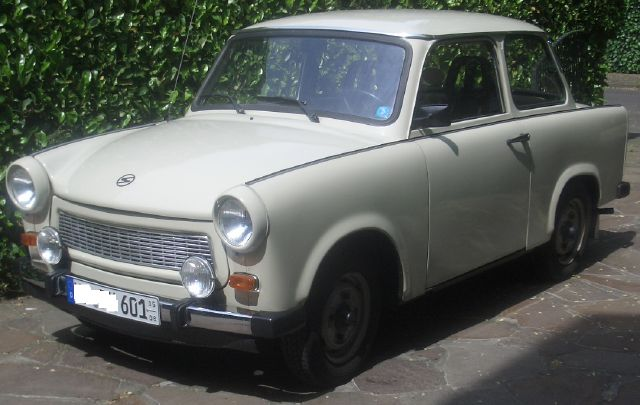
Trabant 601 Limousine
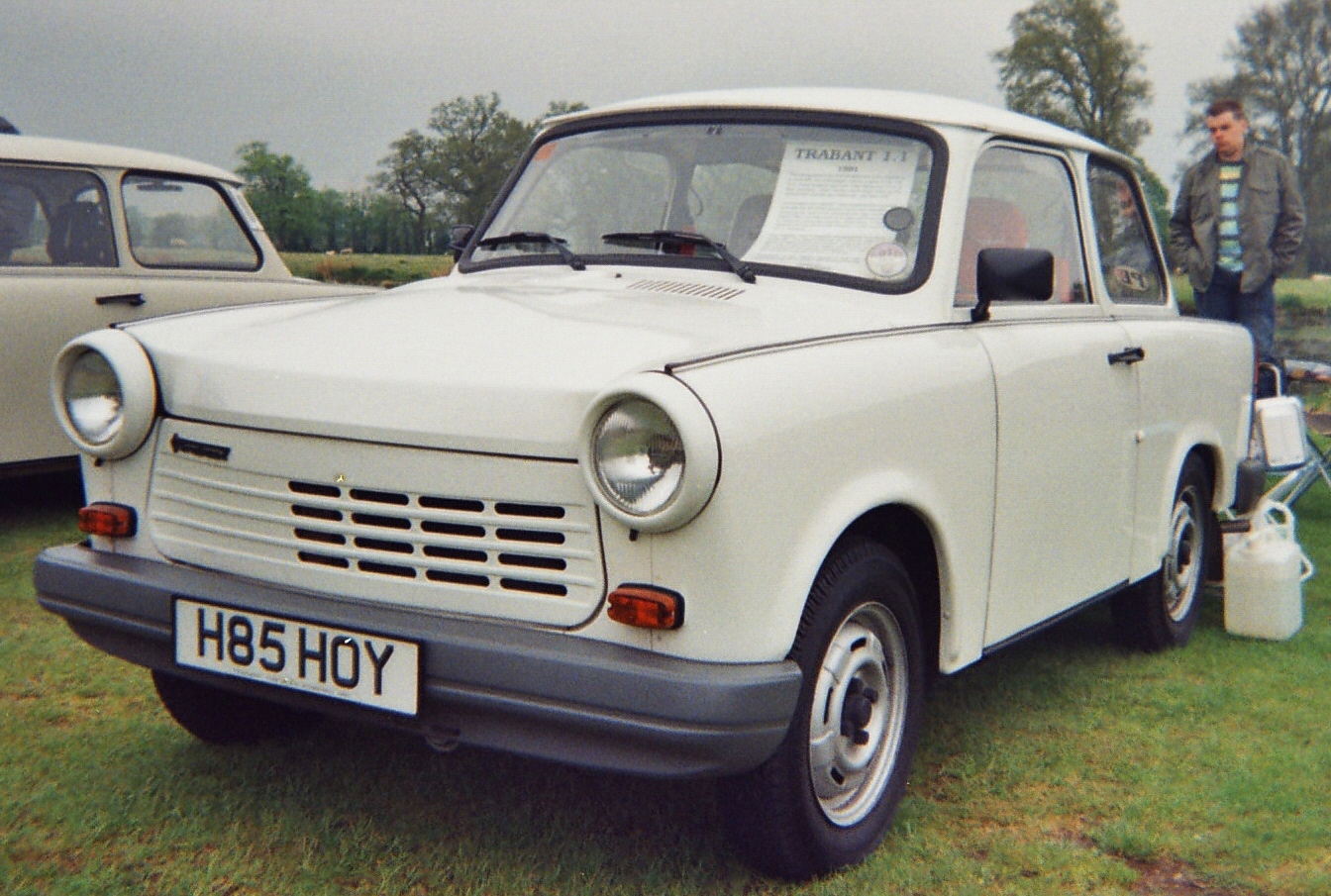
Trabant 1,1 Limousine

## Vezi și
- Trabant nT, autovehicul concept